# Herbertus buchii
Herbertus buchii är en bladmossart som beskrevs av Juslén. Herbertus buchii ingår i släktet Herbertus och familjen Herbertaceae. Inga underarter finns listade i Catalogue of Life.